# Wladimir Dmitrijewitsch Kusnezow (Physiker)
Wladimir Dmitrijewitsch Kusnezow (russisch Владимир Дмитриевич Кузнецов; * 30. Apriljul. / 12. Mai 1887greg. in Miass; † 13. Oktober 1963 in Tomsk) war ein russischer Physiker, Materialwissenschaftler und Hochschullehrer.

## Leben
Kusnezow, Sohn eines Unternehmers, schloss das Jungengymnasium in Troizk 1906 mit einer Silbermedaille ab. Darauf studierte er Physik an der Universität St. Petersburg. Das Studium schloss er 1910 mit einem Diplom I. Klasse ab. Anschließend lehrte er am St. Petersburger Polytechnischen Institut.
1911 wurde Kusnezow nach Tomsk eingeladen. Er wurde Assistent, Lehrer, Privatdozent und schließlich außerordentlicher Professor am Lehrstuhl für Physik des Tomsker Technologischen Instituts (bis 1928). Daneben war er Professor am Lehrstuhl für Physik der Sibirischen Höheren Kurse für Frauen. Nach der Februarrevolution 1917 und der Oktoberrevolution lehrte er an der Universität Tomsk. Eine seiner bekanntesten Studentinnen war die Metallkundlerin Marija Bolschanina.
Nach dem Rückzug der Weißen Armee Admiral Koltschaks 1919 und Besetzung durch die Rote Armee blieb Kusnezow als führender Vertreter der vorrevolutionären Professoren in Tomsk. 1921 wurde er Professor am Lehrstuhl für Physik und Leiter des Lehrstuhls für Geophysik. 1922 wurde er zum Magister der Physik promoviert. 1922 vertrat er den Rektor und 1923 den Dekan. 1924–1926 und 1933–1936 war er selbst Dekan der physikalisch-mathematischen Fakultät.
1929 wurde Kusnezow Direktor des von ihm initiierten Sibirischen Physikalisch-Technischen Instituts (bis 1933 und noch einmal 1937–1960).
1934 wurde Kusnezow zum Doktor der physikalisch-mathematischen Wissenschaften promoviert.
Nach mehreren Lehrstuhlwechseln an der Universität Tomsk leitete Kusnezow ab 1939 bis zu seinem Tode den Lehrstuhl für Metallphysik. Während des Deutsch-Sowjetischen Krieges übernahm er den Vorsitz im Wissenschaftlerkomitee zur Unterstützung der Front. Nach dem Krieg setzte er seine wissenschaftliche Arbeit fort. 1945 wurde er Mitglied der KPdSU.
Im Mittelpunkt der wissenschaftlichen Arbeit Kusnezows standen die Festkörpereigenschaften. Schwerpunkte waren die Oberflächenenergie, die Härte, die Festigkeit von Kristallen und Polykristallen, die Plastizität, die Mechanismen der Kristallisation und Rekristallisation sowie Reibung und Verschleiß von Metallen und Legierungen. Insbesondere wurden die physikalischen Grundlagen der Metallbearbeitung durch Zerspanen experimentell und theoretisch untersucht.
Bis zur Gründung der Sibirischen Abteilung der Akademie der Wissenschaften der UdSSR (AN-SSSR) 1957 war Kusnezow das einzige Mitglied (Korrespondierendes Mitglied seit 1946) der AN-SSSR jenseits des Urals. Vollmitglied der AN-SSSR wurde er 1958.
Das Sibirische Physikalisch-Technische Institut und eine Straße in Tomsk tragen Kusnezows Namen.

## Ehrungen
- russischer Sankt-Stanislaus-Orden III. Klasse (1917)
- Verdienter Wissenschaftler der RSFSR (1934)
- Stalinpreis II. Klasse (1942)
- Leninorden (1944, 1954, 1957)
- Medaille „Für heldenmütige Arbeit im Großen Vaterländischen Krieg 1941–1945“ (1946)
- Held der sozialistischen Arbeit (1957, erster in Tomsk)[2]